# Nathalie de Vries
Nathalie de Vries (Appingedam, 1965) és una arquitecta neerlandesa.
Directora i cofundadora de l’estudi d’arquitectura i planificació urbana MVRDV, conjuntament amb Winy Maas i Jacob van Rijs. És membre honorària de l'AIA i membre internacional de la RIBA. De Vries també és arquitecta municipal a Groningen i professora a la universitat TU Delft. Primera dona presidenta del Royal Institute of Dutch Architects, ha treballat amb altres figures destacades com la neerlandesa Francine Houben a la firma Mecanoo o la nord-americana Jeanne Gang. Els seus interessos inclouen les condicions actuals de la ciutat, el territori i la societat tant als Països Baixos com a la resta del món, sobretot en relació amb l’habitatge col·lectiu d’alta densitat. Entre els seus projectes destaquen els habitatges WoZoCo (1997) per a persones de més de 55 anys, l’ecociutat de Montecorvo (2008) a Logronyo, l’entrada del museu Stedelijk (2014) o l’Ascension Paysagère de Rennes (2022). Amb l’equip MVRDV ha publicat llibres com KM3 Excursions on capacities (2006) o MVRDV Buildings (2015). Ha estat guardonada amb diversos premis, com els Amsterdamprijs, l’Architizer A+ o el Red Dot Design.